# Veia subclávia
Há duas veias subclávias (grandes) em cada um dos lados do corpo humano. Cada uma delas é a continuação da veia axilar e une-se à veia jugular interna que forma assim a veia braquiocefálica. É através das veias subclávias que o sistema linfático faz a sua relação com o sistema cardiovascular. Uma trombose aguda da veia subclávia é conhecida como doença de Paget-Schroetter.